# تشولي (تشيشير)
تشولي (بالإنجليزية: Chowley)‏ هي قرية و أبرشية مدنية تقع في المملكة المتحدة في إنجلترا.  يقدر عدد سكانها بـ 23 نسمة .